# Мадја Прадеш
Мадја Прадеш је савезна држава Индије са површином од 342.236 km² и 56.473.122 становника (стање: 1. јан. 2001). Често се назива „Срце Индије“ јер се налази у централном делу Индије. Главни град је Бопал. До 2000. и стварања државе Чатисгар Мадја Прадеш је била највећа индијска држава. Граничи са Утар Прадешом, Чатисгаром, Махараштром, Гуџаратом и Раџастаном. У Бопалу је 5. децембра 1984. токсични гас из фабрике Јунион Карбида убио 3.000 граћана одмах, 12.000 је умрло од последица, а 150.000 људи је имало извесне последице.

## Географија
Налази се у срцу Индије. Граничи се са Гуџаратом на истоку, Раџастаном на северозападу, Утар Прадешом на североистоку Махараштром на југу и Чатисгаром на истоку. Мадја Прадеш има неколико лингвистички и културно различитих региона
Река Нарвада и Тапти и њихови сливови деле државу на два дела. Горњи део припадасливу Ганга, а јужни део припада сливу Годавари и Маханади река. 
Мадја Прадеш састоји се од неколико лингвистички и културно различитих региона
- Малва - висораван у северозападном делу северно од Виндија. Индор је највећи град
- Нимар - западни део Нармада речне долине
- Бунделканд - северни део са брдима и плодним долинама. Гвалиор је центар
- Чамбал - северозападни регион, планинско подручје са суровом климом. Подручје је познато и по суровим бандама, од којих су многе биле активне крајем 20. века.
- Багелканд -планинско подручје североистока
- Махакошал - југоисточно подручје са Џабалпуром као најважнијим градом.

## Историја

### Антика
Град Аванти (Ујајин) био је велики центар другог вала индијске урбанизације у 6. веку пре нове ере. Био је главни град краљевства Аванти или Малва. Чандрагупта Маурја је 320. п. н. е. ујединио северну Индију и успоставио Маурја царство (321—185. п. н. е.), које је обухватало и данашњи Мадја Прадеш. После смрти ашоке Маурја царство полагано смањује своју моћ, тако да се за централну Индију боре Саке, кушани и локалне династије од 3. до 1. века пре нове ере. Ујајин постаје доминантан комерцијални центар западне Индије од 1. века п. н. е. Био је на трговачким путевима између долине Ганга и индијских лука на Арапском мору. Био је осим тога и значајан хинду и будистички центар. Сатавана династија из северног Декана контролисала је Мадја Прадеш од 1. до 3. века. Гупта царство је освојило северну Индију у 4. и 5. веку и то је познато као „индијско златно доба“. Вакатака династија је била јужни сусед Гупти, а владала је на северном Декану од Арапског мора до Бенгалског залива. Та царства су пропала крајем 5. века.

### Средњи век
Напади Белих Хуна (Хефтхалита) срушили су Гупта царство и разбили Индију у мале државице. Краљ Јасодарман од Малве победио је 528. Беле Хуне и зауставио их. Краљ Харша од Танезара је поново уједнио северну Индију неколико декада пре своје смрти 647. Током средњег века долази до успона Раџпут кланова, укључујући Парамаре од Малве. Гонд краљевства су се појавила у Гопндвани и Магакошалу. Муслимански Делхијски Султанат осваја у 13. веку северни Мадја Прадеш. После пада Делхијског султаната у 14. веку појављују се независна регионална краљевства.

### Модерно доба
Већина Мадја Прадеша долази под власт Могула током власти цара Ахбара (1556—1605). Гопндвана и Магакошал остали су уједињени у Гонд краљевству и признали су вазални положај. После смрти могулског цара Аурангзеба 1707. ослабила је могулска контрола. Марате су се почеле ширити из своје базе у Махараштри. Од 1720. до 1760. Марате су заузеле највећи део Мадја Прадеша. Успоставили су полуаутономне државе под номиналном контролом пешви, главних министара Царства Марата.
Британци су се ширили из својих база у Бенгалу, Бомбају и Мадрасу и водили су три рата са Маратама звана Англо-Маратски ратови (1775—1818). После трећег рата са Маратама Британци су овладали већином Индије. Већина Мадја Прадеша и бројне мале државице постале су део принчевских држава Британске Индије.
После независности више пута вршена је реорганизација онога што је данас Мадја Прадеш. Године 1956. извршено је раздвајање, а 2000. југоисточни део Мадја Прадеша постао је нова држава Чатисгар.

## Галерија
- Гвалиорска тврђава
- Велика ступа у Санчију